# Livet-sur-Authou
Livet-sur-Authou es una localidad y comuna francesa situada en la región de Alta Normandía, departamento de Eure, en el distrito de Bernay y cantón de Brionne.

## Demografía
| 212 | 172 | 194 | 178 | 126 | 155 |
| Para los censos de 1962 a 1999 la población legal corresponde a la población sin duplicidades (Fuente: INSEE [Consultar]) |     |     |     |     |     |